# Нуртун, Кари Несса
Кари Несса Нуртун (норв. Kari Nessa Nordtun; род. 7 июня 1986, Ставангер, Ругаланн) — норвежский юрист, политический и государственный деятель. Член Рабочей партии. Министр образования Норвегии с 16 октября 2023 года. В прошлом — мэр Ставангера (2019—2023).

## Биография
Родилась 7 июня 1986 года в Ставангере. Является дочерью политика, члена Рабочей партии Туре Нуртуна (род. 1949), мэра Ставангера (1990—1993), депутата стортинга (1993—1997).
Изучала право в Бергенском университете.
Работала в Elden advokatfirma — одной из крупнейших юридических фирм страны в области уголовного права.

## Политическая карьера
В 2011 году избрана в городской совет Ставангера. На выборах 2019 года Рабочая партия получила 25,4 % голосов и стала крупнейшей в городском совете Ставангера. Нуртун возглавила коалицию, состоящую из «Народной акции „Нет“ увеличению дорожных сборов», Партии зелёных, «Красных», Партии Центра и Социалистической левой партии. 21 октября 2019 года Нуртун избрана мэром Ставангера. В 2020 году коммуна Ставангер поглотила коммуны Реннесёй и Финнёй. На выборах 2023 года Рабочая партия получила 32,1 % голосов и стала крупнейшей в городском совете Ставангера.
При перестановках 16 октября 2023 года в правительстве под руководством Йонаса Гара Стёре назначена министром образования.